# Contea di Qi (Shanxi)
La contea di Qi (祁县S, Qí XiànP) è una contea della Cina, situata nella provincia dello Shanxi e amministrata dalla prefettura di Jinzhong.